# Seda romana d'Orient

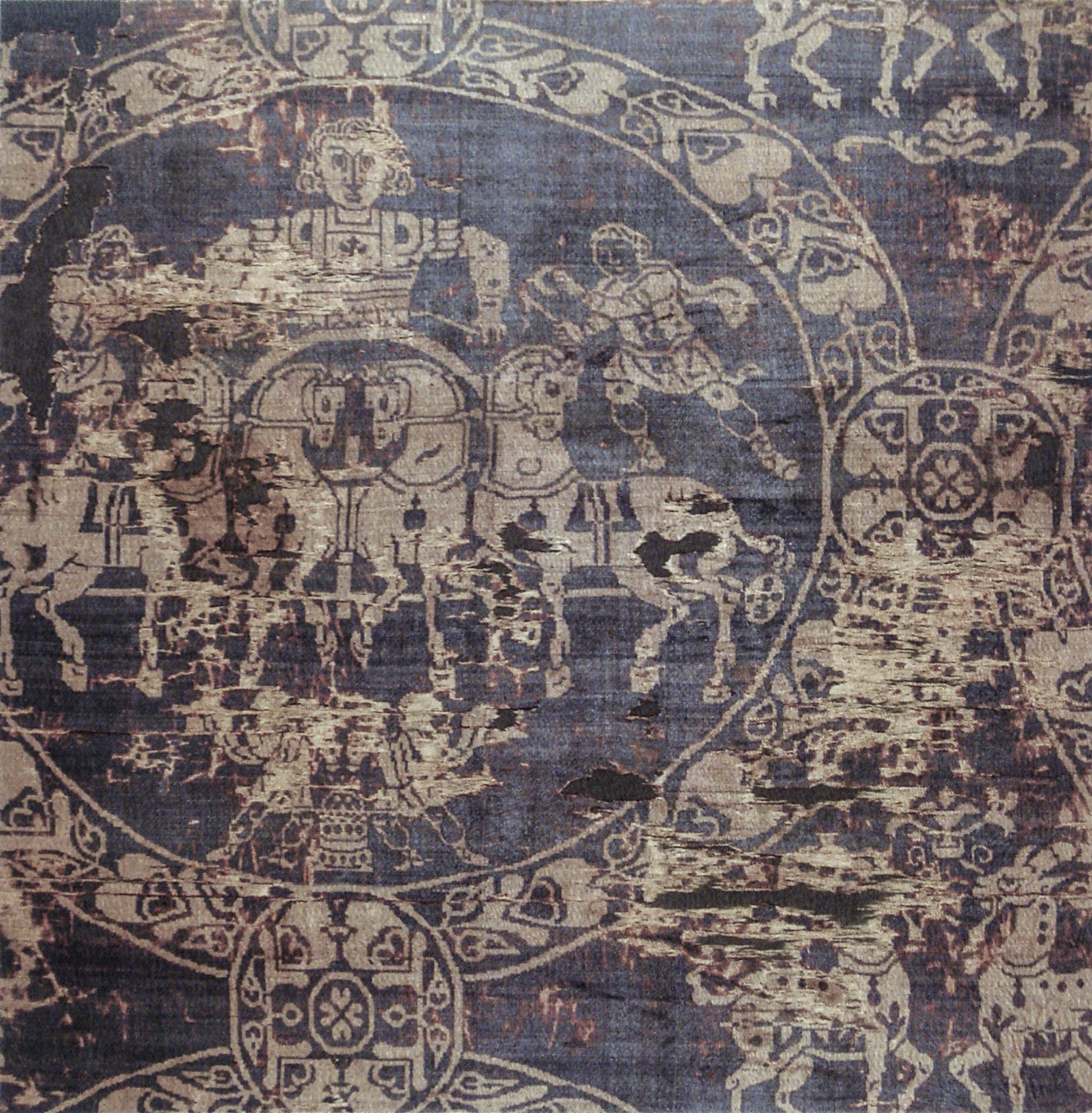
Detall de seda romana d'Orient amb representacions de carros en medallons, de la tomba de Carlemany a Aquisgrà (Aix-la-Chapelle), exposat al Museu de Cluny, París.

La seda romana d'Orient és la seda produïda a l'Imperi Romà d'Orient des del segle iv fins que la caiguda de Constantinoble el 1453. La capital de l'imperi, Constantinoble va ser el primer centre ateixir la seda d'Europa. La seda va ser molt important per a l'economia de l'Imperi Romà d'Orient, sent utilitzada per l'Estat com un mitjà de pagament i de diplomàcia.
La seda en brut va començar a ser importada de la Xina, i el teixida en teles fines que es venien a preus alts de tot el món. Més tard, van ser introduïts de contraban els cucs de seda per a l'imperi i el comerç de la seda de l'Orient Llunyà per via terrestre, disminuint gradualment [a en importància. Després del regnat de Justinià I (r. 525-567), la fabricació i venda de seda es va convertir en un monopoli imperial, estant la seda produïda en fàbriques imperials i només venuda als compradors autoritzats.

Les sedes romanes d'Orient destacaven pels seus colors brillants, l'ús de fil d'or i els patrons intricats la complexitat pictòrica dels quals s'aproximava al brodat en tela produït en telers. Constantinoble va dominar la producció de seda a Europa des de l'edat mitjana fins l'establiment de la indústria italiana de teixit de seda al segle xii i la conquesta i desmembrament de l'Imperi Romà d'Orient per la Quarta Croada el 1204.

## Evolució
En el temps de l'Imperi Romà, els tèxtils de seda van arribar a l'Occident per via terrestre, [a través de la ruta de la seda, travessant l'Àsia des de la Xina i per l'Imperi Part i més tard pel seu successor l'Imperi Sassànida, arribant als centres comercials de Síria. Hi ha registre]de les importacions de seda en brut, fils de seda i teixit acabat, però aquestes tècniques de producció tèxtil dels cucs de seda van ser mantingudes curosament pels xinesos, fins que el emperador romà d'Orient Justinià I va reeixir en aconseguir ous de cucs de seda per contraban a l'Àsia central, el 553-554, amb el que es va obrir el camí per al floriment de la indústria del teixit de seda romana d'Orient.

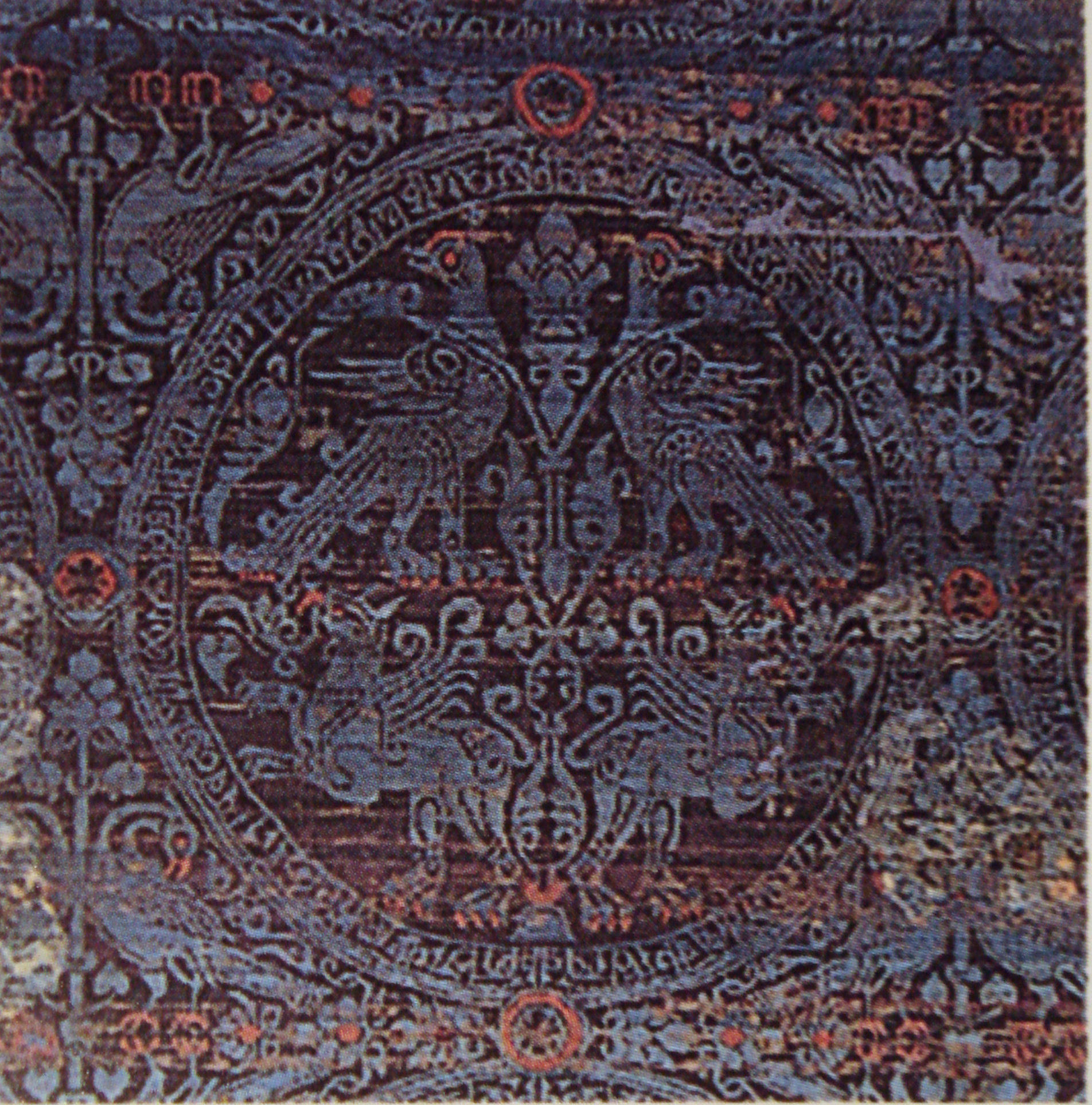
Detall del sudari de Sant Potencià, una seda romana d'Orient amb fènix, grius i pseudo cúfic (imitació de la decorativa cal·ligrafia àrab)., al tresor de la catedral de Sens.

Per al desenvolupament d'aquesta indústria també va serimportant l'aparició de nous tipus de telers i tècniques de teixir. Sedes llises o de tafetà havien circulat en el món romà, i sedes de teixit de domàs amb motius geomètrics de complexitat cada vegada més gran van sorgir a partir de mitjan segle iii. Teixits de sarja amb en un costat es van desenvolupar abans del 600 i els teixits de sarja policromada composta es van convertir en la tela de seda romana d'Orient més comuna en els segles següents.Prop de l'any 1000, es va convertir en la moda les «lampas», tant en centres tèxtils romans d'Orient com en musulmans; aquests tipus de teles, els patrons estaven fets de diferents textures en lloc de colors. També han sobreviscut uns tapissos de seda teixida romans d'Orient.
Les lleis que regulaven l'ús de costosos tints de porpra van variar amb el temps, encara que la roba tenyida amb aquests colors estava en general limitada per a unes classes socials específiques i es van utilitzar també per a regals diplomàtics. Altres colorants utilitzats en les fàbriques de seda romanes d'Orient eren la roja, anyil, i pau-brasil. El fil d'or estava fet de tires de plata daurada liades en un nucli de seda.
Hi ha sedes romanes d'Orient amb models del segle vi -i possiblement també del segle V- que presenten dissenys característics genèrics amb petits motius com ara cors, esvàstica, palmetes i fulles treballades en trames de dos colors. Més tard, apareixen motius humans i vegetals com a fulles i flors de lotus. Els tèxtils que han arribat als nostres dies documenten un ric intercanvi de tècniques i temes iconogràfics entre Constantinoble, els centres tèxtils islamitzats del Mediterrani i de l'Àsia central en els anys següents a l'Expansió de l'islam del segle vii. Els dissenys dels segles viii i ix mostren tires de rodelles o medallons amb parells de figures humanes o animals, en una imatge invertida al llarg d'un eix vertical. Molts motius són una reminiscència de dissenys sassànides, com ara l'arbre de la vida, cavalls alats, lleons i bèsties imaginàries, i han sobreviscut diverses peces sobre les que els experts no poden posar-se d'acord sobre el seu origen si és romà d'Orient o islàmic. Entre els models més populars es van destacar la de les activitats i interessos de la cort imperial, com a escenes de caça o quadrigues.

## Teixits
Entre els cinc tipus bàsics de teixir utilitzats en els centres tèxtils de Constantinoble i el Mediterrani islàmic -tafetà, sarga, domàs, lampas i tapissos- el més important va ser el de la sarga nomenada | brocat. Aquest terme deriva del francès antic aamit, el llatí medieval aamitum o examitum, que alhora deriva del grec medieval ἑξάμιτον (hexamiton), que significa «sis-fils», i que normalment s'interpreta com que indica l'ús de sis fils a l'ordit. Al brocat, els fils de l'ordit principal estan ocults en tots dos costats del teixit en els costats del teixit de la base i en els patrons de la trama, només deixant visible els ordits de connexió que mantenen el teixit en el seu lloc.

Aquestes riques sedes -literalment, «valen més or que no pesa»- eren armes poderoses polítiques a l'Imperi Romà d'Orient entre els segles IV i XII. els regals diplomàtics de sedes romanes d'Orient van aconseguir garantir les aliances amb els francs. Constantinoble va donar concessions comercials de seda a les potències marítimes de Venècia, Pisa, Gènova, Amalfi per assegurar l'ajut militar i naval per als seus territoris romans d'Orient.
| « | La influència de la seda romana d'Orient va ser molt important. Els usos de la seda en rituals de l'església i de la cort romana d'Orient van ser adoptats pels francs, així com els estils decoratius i els codis del vestuari romà d'Orient van tenir ressò en tot el món islàmic. Constantinoble va desenvolupar vestits de seda dissenyats per al seu ús en la cort i va establir l'estil per a l'ús de la seda en uniformes militars i civils i en riques vestimentes religioses... Aquestes sedes eren una forma de riquesa portàtil que podia ser venuda o intercanviada de manera rendible en temps de necessitat. | » |

Les sedes van sobreviure a Europa occidental en tombes de personatges importants, i en santuaris, però també hi és clar que tenien d'altres usos, com per a tapissos i cortines en les esglésies i les cases de famílies benestants, així com en peces de roba de vestir. Les fonts rara vegada esmenten la font específica de les sedes, però algunes descriuen els dibuixos amb detall suficient que permet la seva identificació com a romà d'Orient.
L'Anglaterra anglosaxona tenia sedes almenys des de finals del segle vii, portades de Roma per Benet Biscop i d'altres. Les sedes eren una compra essencial i fàcilment transportable per a pelegrins benestants a Roma i a Terra Santa -a on també podia adquirir-se seda d'Egipte i Síria-, i estaven disponibles a Anglaterra per comerciants anglesos que sens dubte tenien bases a Roma i Pavia i que probablement també compraven als comerciants escandinaus que utilitzaven la ruta de la mar Bàltica. Perquè als pavians els resultava difícil o perillosa carregar les tarifes als comerciants de seda anglès, es va establir un acord especial en virtut del qual la corona anglesa pagava directament una quantitat a Pavia en lloc de les tarifes habituals. Els regals diplomàtics oferts per la cort imperial romana d'Orient als governants estrangers van ser sovint, després, oferts pels seus destinataris a altres governs i a l'església, dintre o fora del seu territori. Carlemagne (r. 768-814) va oferir sedes romanes d'Orient al rei Offa de Mèrcia i a les diòcesis de Mèrcia i Northúmbria.

## Tapissos i brodats

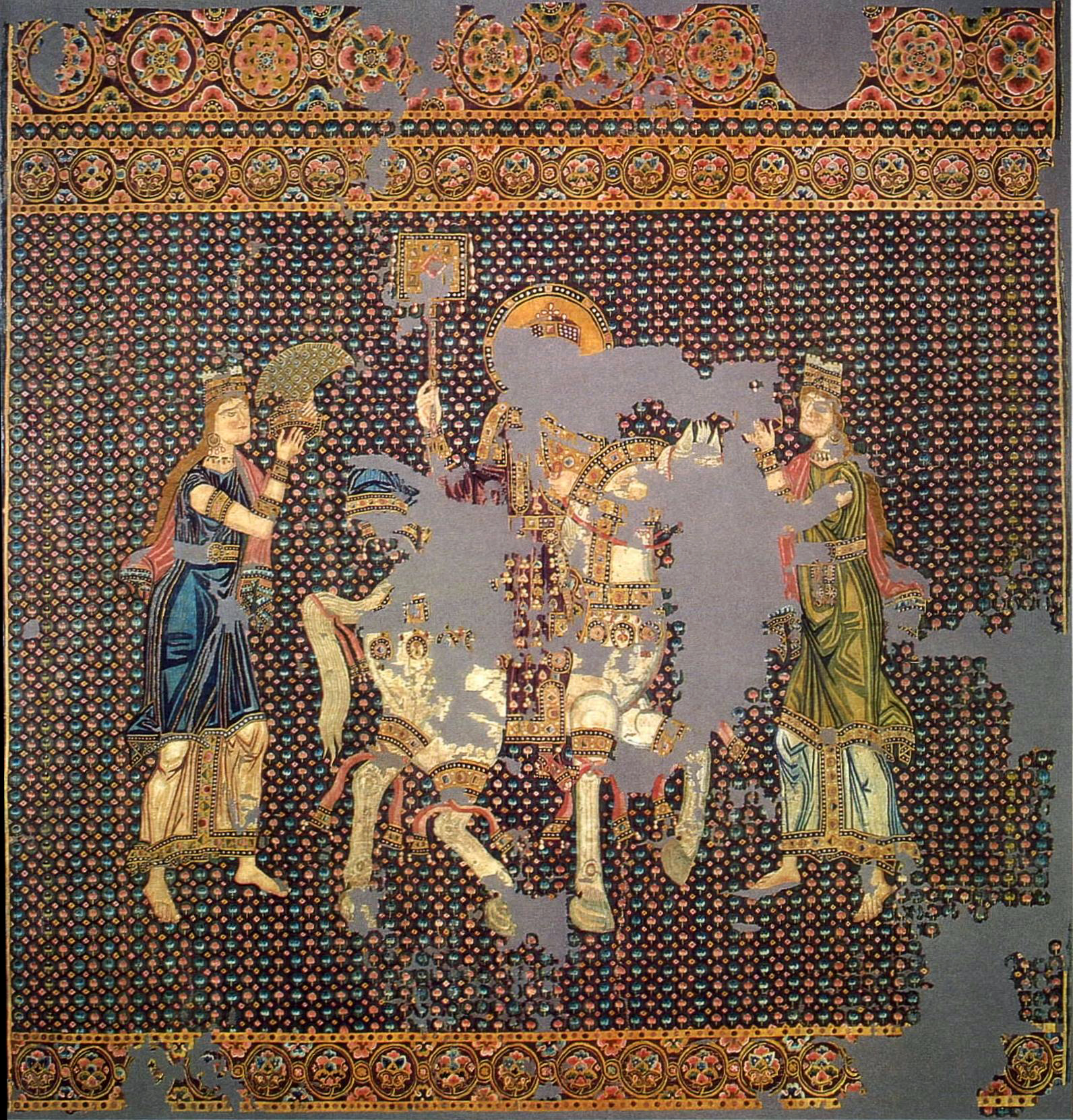
Sudari de Guntàri, un tapís de ca. 970; Catedral de Bamberg.

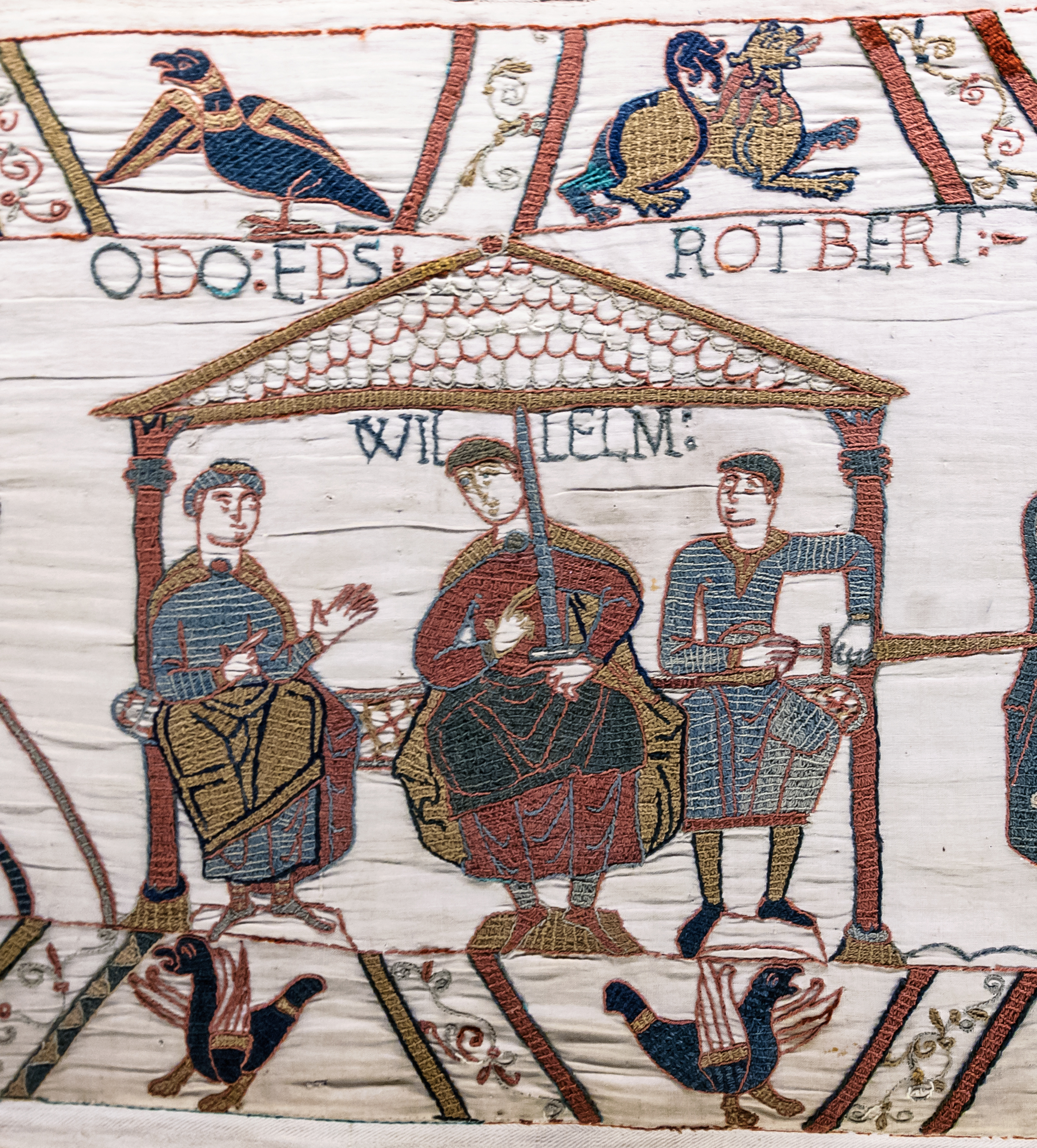
Guillem I d'Anglaterra (al centre), en un fragment del tapís de Bayeux.

A més a més de les peces de roba de vestir i decoració, els tallers romans d'Orient també eren coneguts pels tapissos i tèxtils ricament brodats amb adorns que sovint incloïen escenes figuratives. L'exemple més impressionant que ha arribat als nostres dies és el Sudari de Guntàri, un tapís teixit, quadrat amb més de dos metres de costat, del segle x, amb un emperador a cavall entre dos personatges femenins. Quasi un segle després que es va realitzar, va ser adquirit pel bisbe de Bamberg Guntàri, del Sacre Imperi Romanogermànic, durant un pelegrinatge a Terra Santa, durant el qual va passar per Constantinoble. El bisbe va morir durant el viatge i el tapís es va utilitzar per a la seva mortalla. Brodats amb escenes religioses també van ser utilitzats en els vestits i cortines; el famós Opus Anglicanum anglès sembla haver estat influït pel brodat romà d'Orient. Tot això era una continuació de les modes de l'antiguitat tardana, com ho demostra, per exemple, les troballes en cementiris egipcis, i en la reivindicació feta per Asteri d'Amasia (circa 410) que diu sobre el seu grup del nord-est de l'actual Turquia, que els laics decoraven la seva roba amb imatges religioses:
| «                                       | […] ells fabriquen artísticament, tant per a si mateixos com per a les seves esposes i fills, roba decorada feta a mà amb deu mil objectes... Quan, es vesteixen i apareixen en públic, es mostren als ulls d'aquells amb qui es troben, com a parets amb dibuixos. També els nens els envolten, somrient-se uns als altres i assenyalant amb el dit els dissenys de la roba; caminant darrere seu una bona estona. En aquesta roba hi ha lleons i lleopards; ossos, bous i gossos; troncs, roques i caçadors... pot trobar-se amb les noces de Galilea, i olles d'aigua; el paralític portant el seu llit sobre les seves espatlles; un cec en ésser guarit amb argila; la dona amb el fluix de la sang, mantenint la punta del vestit; una dona pecadora abatuda als peus de Jesús; Llàtzer que torna a la vida en la seva tomba. Així se senten que han d'ésser piadosos i es vesteixen amb vestits al gust de Déu. Però si seguissin el meu consell, ells vendrien aquestes peces de roba i honrarien la imatge viva de Déu. No traguem a Crist en la nostra roba. És suficient que Ell hagi sofert la humiliació de viure en un cos humà que per la seva pròpia voluntat va assumir pel nostre bé. Aleshores, carreguem la seva imatge no sobre els nostres vestits, però sí en la nostra ànima. | » |
| — Asteri d'Amasia, Sermó I (segle IV-V) | |   |

Els exemplars dels cementiris egipcis acostumen a ser en teles menys nobles que la seda, i són típicament rodelles o d'altres formes simples amb una vora i una escena a l'interior. Aquest estil no sembla diferir de les referències escrites i de rares peces de brodat religioses que van arribar a l'Occident molts segles més tard. Alguns dels brodats occidentals van ser importats, mentre que d'altres peces es fabricaven localment en seda importada, encara que també s'utilitzaven d'altres materials. L'únic exemplar grans dimensions d'aquest tipus de treball és l'enorme tapís de Bayeux, que fins i tot incomplet mesura 68.38 metres per 0,5, realitzat en brodat sobre un fons de roba llis i, per tant, no és tècnicament un tapís, encara que és molt comú en aquest camp l'ús del terme tapís. Tanmateix, en una escala més petita, hi ha referències a cortines o roba.

## Declivi
L'any 1147, durant la segona Croada, Roger II de Sicília (1095-1154) va atacar Corint i Tebes, dos importants centres de producció de seda romana d'Orient, capturant els teixidors i els seus equipaments i va establir les seves pròpies fàbriques de seda a Palerm i Calàbria. Després de la conquesta de Constantinoble el 1204 per les tropes de la Quarta Croada i la fundació de l'Imperi Llatí (1204-1261) junt amb l'establiment d'altres «estats llatins» als territoris romans d'Orient, la indústria de la seda romana d'Orient va disminuir, passant a subministrar només el mercat de luxe intern, i el lideratge de teixit de seda va passar a Sicília i els centres emergents italians de Luca i Venècia.